# 下野山川藩
下野山川藩（しもつけやまかわはん）は、江戸時代前期の短期間、下野国足利郡山川（現在の栃木県足利市山川町）に所在した藩。1635年に徳川家光側近の「六人衆」の一人であった太田資宗が当地で加増を受けて立藩するが、1638年に三河国西尾藩に転出したため廃藩となった。

## 歴史

### 前史
豊臣政権期、山川朝信が下野山川の城主を務め、2万石を領していたが、関ヶ原の戦いを経て慶長6年（1601年）に除封された。山川朝信が西軍に属していたためという。この山川朝信を、下野山川藩主として掲げる事典類もある。
なお、下総国結城郡（現在の茨城県結城市）にも山川という地名があり、下野山川と下総山川はしばしば混同される（下総山川藩も参照）。山川朝信について、下総山川領で2万石の領主であったとする書籍もある。他の書籍では同時期の下総山川領について、天正18年（1590年）に山川晴重が豊臣秀吉から本領を安堵され、慶長6年（1601年）に山川朝貞が結城秀康と共に越前に去ったという動向を記している。

### 立藩から廃藩まで
太田重正の次男・資宗は、家康の側室であった英勝院（梶、勝の名で知られる）の養子となり、幼少期から徳川家光の側近くに仕えた人物である。寛永10年（1633年）3月には松平信綱や阿部重次、三浦正次、阿部忠秋、堀田正盛とともに幕政に参与するよう命じられ、「六人衆」の一人となった。度重なる加増により知行は5600石に達していたが（知行地は上総・下総・下野・相模・遠江国内に分散していた）、寛永12年（1635年）8月9日に下野国山川において1万石の加増を受け、1万5600石で大名に列した。これにより山川藩が立藩した。
寛永14年（1637年）に島原の乱が発生すると、太田資宗は上意を伝える使者として江戸と京坂・九州を往来。乱の鎮圧後は戦後処理に関する使者（「彼地御仕置の御使」）となり、落城後の原城を検分し、松平信綱・戸田氏鉄とともに小倉城に西国諸大名を集めて上意を伝達した。帰任後の寛永15年（1638年）4月24日、奏者番に任じられるとともに、1万9400石を加増の上で領地を三河国に移され、西尾藩3万5000石の藩主となった。このため、山川藩は廃藩となった。

## 歴代藩主
太田家
1万5600石。譜代。
1. 資宗